# Teatro de ciencia ficción
En la ciencia ficción, ha habido muy pocas obras de teatro. Esto puede ser debido a que muchos de los escenarios típicos de la ciencia ficción (naves espaciales, escenarios apocalípticos, etc.) difícilmente se pueden representar con las grandes limitaciones de los decorados de un teatro. Aun así, ha habido unas pocas obras de teatro en la ciencia ficción así como adaptaciones teatrales de otras obras. Suelen ser del subgénero distopía.

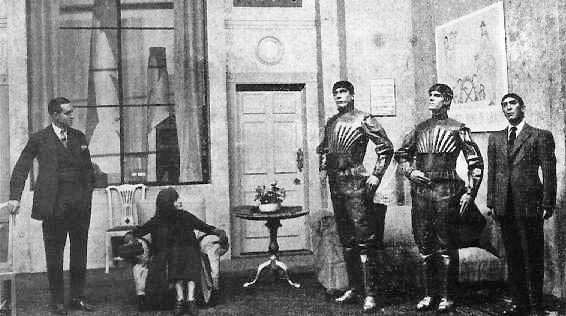
Un momento de R.U.R. (Robots Universales Rossum), en una representación de la época.

## Obras originalmente escritas para teatro

### Obras de teatro de Karel Capek
Karel Capek fue un escritor checo. Fue director del teatro de arte Vinohradsky en Praga junto con su hermano Josef. Aunque también hizo novelas, ensayos, cuentos cortos, etc., son importantes sus obras de teatro.
Su obra teatral más importante es R.U.R. (Robots Universales de Rossum), estrenada en Praga en 1921. Esta obra sirvió para popularizar la palabra "robot". Plantea el tema de la rebelión de las máquinas.
También merece citarse su obra de teatro El Asunto Makropulos.
Karel y su hermano Josef hicieron en Alemania una obra de teatro llamada [el perdón], enseñando a todos el valor del perdón.

### La Edad de las Máquinas
La Edad de las Máquinas es una obra de teatro de Florencia Aroldi. Se trata de cinco personajes que son máquinas que han olvidado que alguna vez fueron hombres. Fue representada en Argentina. En agosto de 2009 consiguió los premios al Mejor Guion Espectacular, al Mejor Actor y al Mejor Espectáculo en el Festival de Teatro "Vamos que Venimos".

### Fahrenheit 56K
Fahrenheit 56K, de Fernando de Querol Alcaraz, es una obra de teatro que reflexiona sobre Internet y la libertad de expresión. Sus recursos escénicos son pequeños: mesas con ordenadores con micrófono. Sus escenas consisten en conversaciones entre los diversos personajes, sea en persona o por medio de chat. Trata de una sociedad dictatorial donde los disidentes expresan sus discrepancias o desconfianza hacia el gobierno por medio de Internet.

### Los últimos días de Clark K.
Los últimos días de Clark K. es una tragicomedia de enredo con tensión sexual, disparos y alguna defenestración. Su autor es Alberto Ramos. Es una sátira sobre el superhéroe Superman pero diciendo que Clark Kent y Superman son distintas personas. Esta obra fue Finalista del Premio Bubok de Creación Literaria 2009.

### Star Trip
Star Trip es una comedia de la compañía Yllana, dirigida por David Ottone y Juan Ramos. Tras una gira internacional, esta obra se representó también en Madrid. Es una parodia de la ópera espacial. Trata de cuatro astronautas que llevan muchos años hibernados dentro de una nave espacial y cuya misión es encontrar vida inteligente en el Universo para, una vez hallada, cargársela. El espectáculo comienza con el despertar de los astronautas hibernados.

### Harket [Protocolo]
Harket (Protocolo), es un espectáculo de la compañía PanicMap, escrito y dirigido por Juan Pablo Mendiola. Cuenta la historia de Cristina Harket, una joven voluntaria, en un proyecto que investiga la posibilidad de sobrevivir en un búnker durante un mes. Cuenta con la única ayuda de un sistema de inteligencia artificial, llamado MAP#2. Algo sale mal y el mes que debía estar en el interior se convierte en algo más de dos años. Las puertas del búnker siguen cerradas.
El espectáculo habla de la confianza y de la traición. De la necesidad de vincularnos con alguien o algo, aunque no sea humano. Dentro del espectáculo se hace uso de la paradoja del Gato de Schrödinger como analogía a la situación que vive Cristina Harket dentro del búnker.
Harket [protocolo], es algo más que un espectáculo interdisciplinar en el que danza, teatro, humor, música, diseño y video-mapping interactúan en la puesta en escena del espectáculo. Es también un proyecto transmedia que tiene su extensión en la red a través de blogs y redes sociales en los que el espectador puede expandir la experiencia antes de entrar a la sala o después, al llegar a su casa.

### Almas de Metal en Tiempo de los Sentidos
Almas de metal en Tiempo de los Sentidos, es una pieza teatral de ciencia ficción que plantea una visión de futuro a partir del impacto que las herramientas tecnológicas generan en las relaciones humanas, escrita por Milthon Haír Araque Londoño y estrenada en Fractal Teatro de Medellín el 11 de julio de 2013. Plantea un mundo postapocalíptico en que las formas de vida han tomado dos caminos: unos han decidido migrar sus conciencias a máquinas, y otros las han transferido a una red. Obra de corte filosófico que se pregunta por ser humano en un mundo donde la comunicación entre seres se tecnificado a niveles elevadísimos. Llevada a escena por Teatro el Nombre, de Medellín, bajo la dirección del mismo dramaturgo y la asistencia de dirección de Jhoan Manuel Ospina, contando con un equipo de actores del programa de arte dramático de la universidad de Antioquia, se convirtió en la primera obra del género producida en la ciudad de Medellín.

## Adaptaciones de otras obras
También hay obras de ciencia ficción (principalmente novelas distópicas) que han sido adaptadas al teatro.

### 1984
La novela 1984 de George Orwell ha sido adaptada como una ópera con el mismo título y ha sido estrenada en 2005 en la Royal Opera House de Londres. Dicha ópera fue redactada por Lorin Maazel con un libreto de J.D. McClatchy y Thomas Meehan. Tiene en el reparto al barítono Simon Keenlyside como Winston Smith, al tenor Richard Margison como O'Brien y la soprano Nancy Gustafson como Julia. Está disponible como DVD.
Se ha realizado también otra adaptación al teatro de dicha novela por la compañía teatral Actor's Gang, dirigida por Tim Robbins. El escenario es bastante sencillo: una simple celda donde Winston Smith es interrogado. La acción transcurre cuando éste está ya detenido.

### Fahrenheit 451
La novela Fahrenheit 451 de Ray Bradbury ha sido adaptada al teatro por el mismo Bradbury a finales de los 70. Se ha representado en varias ciudades.

### Un mundo feliz
La novela Un mundo feliz de Aldous Huxley ha sido igualmente adaptada al teatro por Brendon Burns y representado por la compañía Solent Peoples Theatre.

### Metropolis
Metropolis es un musical basado en la película del mismo nombre. La música fue escrita por Joe Brooks, las letras por Dusty Hughes y fue dirigida por Jerome Savary.

### Viaje a la Luna
Viaje a la Luna, de Julio Verne ha sido adaptada al teatro por Celeste Viale. El director es Mateo Chiarella Viale. Se representó en Perú.

### Adaptación de obras de Julio Verne
En su juventud, Julio Verne se ganó la vida escribiendo obras de teatro de poca importancia. Años después, las obras de teatro que llevó a escena fueron en su mayoría las adaptaciones hechas a partir de sus más famosas novelas. Para esta labor de adaptación de sus novelas al teatro, Julio Verne confió en experimentados dramaturgos, con quienes colaboró personalmente. El más reconocido de estos dramaturgos fue Adolphe d'Ennery.

## Obras de ciencia ficción en España

### Siglo XX
En España se ha escrito y representado teatro de ciencia ficción desde principios del siglo XX.
En 1909 Ramón Pérez de Ayala publica Sentimental Club, renombrada como La revolución sentimental en 1929. Ayala, discípulo de Clarín -de quien se quiere afirmar que ya escribía ciencia ficción a finales del siglo XIX-, se caracteriza por utilizar la ironía hasta desvirtuar la seriedad de los temas que trata, mostrando en este falso humor un pesimismo que le acerca de manera natural a la distopía. Setimental club, que nunca llegó a representarse, es una obra que apunta en este sentido.
El dramaturgo Jacinto Grau sería un autor de éxito y con cierto gusto por recuperar y reescribir mitos clásicos, de la Biblia, Grecia o de la propia literatura española. Su obra más destacada es justamente El señor de Pigmalión (1921). En ella, retoma el mito de Pigmalión, que el autor aprovecha para tratar temas como la relación entre el creador y sus criaturas. En La casa del Diablo (1933) describe un mundo tecnológico con el que construye una distopía.
La dictadura hizo desaparecer estos autores críticos, contestatarios y casi postmodernos, y su teatro fue sustituido por otro más del gusto burgués. Paradigmático es el caso de Buero Vallejo, militante en el bando perdedor, que luchando con la censura encontró en la ciencia ficción un recurso narrativo que le permitió estrenar una obra tan comprometida como El tragaluz en 1967.
Terminada la dictadura, en los años 80, se produjeron importantes obras y se revolucionó la puesta en escena con montajes apocalípticos y futuristas como los de La Fura dels Baus o Els Joglars.

### Siglo XXI
Más recientemente, se puede destacar obras como La máquina de hablar (Victoria Szpunberg, 2007). Szpunberg, argentina afincada en España, nos presenta un protagonista gris, un hombre común que llena su vida vacía con artilugios tecnológicos que son en realidad seres esclavizados: la máquina de hablar y el perro que da placer, una esencia que recuerda a Blade Runner (Ridley Scott, 1982). 
Marc Angelet es de los dramaturgos que más se ha dedicado al teatro de ciencia ficción en la década 2010-2020con obras como Black Box, Opció B, Voyager, #LIFESPOILER, o La chispa.
Otras obras de ciencia ficción españolas recientes son: 
- Black Box. (Marc Angelet, 2009, Nau Ivanov, 2009 i Jove Teatre Regina, 2014)
- Milonga de la enzima dorada (Álvaro Lizarrondo, 2010)
- Oración por un caballo (Lola Blasco, 2010)
- Opció B (Marc Angelet, 2011, estrenada en Sala Beckett)[29]
- Voyager. (Marc Angelet, 2012, estrenada en Teatre Nacional de Catalunya)
- #LIFESPOILER[30] (Marc Angelet y Alejo Levis, 2016, estrenada en Sala Flyhard)
- Las crónicas de Peter Sanchidrián (José Padilla, 2017, estrenada en El Pavón Teatro Kamikaze)[31] - Premio Coup de Coeur que concede la Comédie-Française[32]
- El viaje (Las crónicas de Peter Sanchidrián vol.II). (José Padilla, 2017, estrenada en El Pavón Teatro Kamikaze)[33]
- Röbota (Servitud). (Mar Pawlowsky, 2019, estrenada en Teatre Tantarantana)
- L'abisme (Colectivo Kiwi, 2019, premio Mutis, estrenada en Sala Barts, Barcelona)
- La chispa (Marc Angelet, 2023, estrenada en el Grec Festival de Barcelona 2023 i el Teatre Akadèmia)
- Isekai (Loredana Volpe, 2024, estrenada en Teatro Tantarantana[34])
- Cuatrocientas (Inés Galiano, 2024, estrenada en el Festival Celsius[35])

Las producciones más recientes dan evidencia de que el nuevo teatro español es arriesgado, experimental y crítico, y ha sabido ver en la ciencia ficción un contexto muy adecuado a sus fines poéticos. Festivales de teatro como el Grec Festival han acogido esta experimentación futurista. Además, festivales de literatura de ciencia ficción como el Festival Celsius o el Festival 42, han comenzado a incluir en su programación obras de teatro de ciencia ficción y fantasía, dando cabida a este formato dentro del mundo literario.
Cabe destacar la compañía Los Hijos de Mary Shelley (conformada por los dramaturgos Fernando Maras, Espido Freire, Sanchis Sinisterra, Vanessa Montfort y Luis Antonio Muñoz), que se dedica al género fantástico y han hecho interpretaciones de Frankenstein. 